# Тянь Пэнфэй
Тянь Пэнфэй (кит. упр. 田鹏飞, пиньинь Tián Péngfēi; род. 16 августа 1987) — китайский профессиональный игрок в снукер.

## Карьера
В 2005 году Тянь стал финалистом юниорского чемпионата мира. В сезоне 2005/06 он получил право играть в мэйн-туре после успешного выступления в международной серии снукера. Через год он завоевал две золотые медали на Азиатских играх-2006 (в парном и командном разрядах).
В первый профессиональный сезон Тянь Пэнфэй достиг 1/16 финала в североирландском рейтинговом турнире, выиграв по пути у Джейми Коупа и Энди Хикса. В основной части турнира китаец уступил Шону Мёрфи, 4:5. Также он достиг стадии Last 48 на Кубке Мальты, где проиграл Найджелу Бонду, 3:5. А в сезоне 2007/08 он попал в основную сетку Welsh Open после победы над Мэттью Стивенсом.
На сезон 2008/09 Тянь Пэнфэй занимал 67-ю позицию в рейтинге снукеристов.
В сезоне 2010/11 Пэнфэй одержал свою первую победу: на домашнем пригласительном турнире BTV International 2010 с участием ряда топ-игроков он обыграл в финале Райана Дэя со счётом 9:6. К тому же он основательно поправил статистику заработанных призовых: за победу ему досталось CNY 350 000 (£ 40 000).

## Достижения в профессиональной карьере
- BTV International победитель — 2010